# Gunstock River
De Gunstock River is een 10 km lange rivier in de Amerikaanse staat New Hampshire die ontspringt in Gilford (voorheen Gunstock Parish) en uitmondt in Lake Winnipesaukee.
De naam is ontleend aan de nabijgelegen Gunstock Mountain.
- Virtual International Authority File: 315528681